# Транспорт в Кении

Карта Кении: показаны главные дороги по состоянию на 2013 год

Транспорт Кении представлен автомобильным, железнодорожным, воздушным, водным (морским, речным) и трубопроводным, в населённых пунктах и в междугороднем сообщении действует общественный транспорт пассажирских перевозок. Площадь государства составляет 580 367 км² (49-е место в мире) Форма территории страны — относительно компактна, полигональна; максимальная дистанция с севера на юг — 1030 км, с востока на запад — 90 км. Географическое положение Кении позволяет стране контролировать транспортные пути между государствами Восточной Африки; морские пути между Америкой, Европой и Азией вдоль восточноафриканского побережья.

## Автомобильный транспорт
Общая длина автодорог в Кении, по состоянию на 2014 год, равна 160 878 км, из которых 11 189 км с твёрдым покрытием и 149 689 км без него (30-е место в мире).

## Железнодорожный транспорт
Общая длина железных дорог страны, по состоянию на 2014 год, составляла 3 334 км (54-е место в мире), из которых 3 334 км узкой 1000-мм колеи.

## Воздушный транспорт

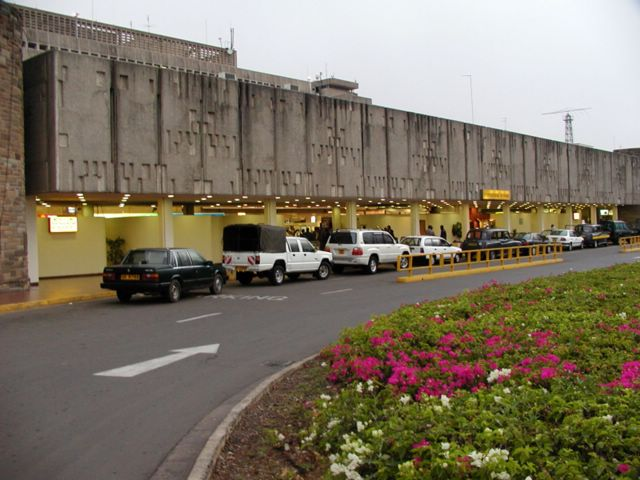
Международный аэропорт имени Джомо Кениаты, расположен в Найроби

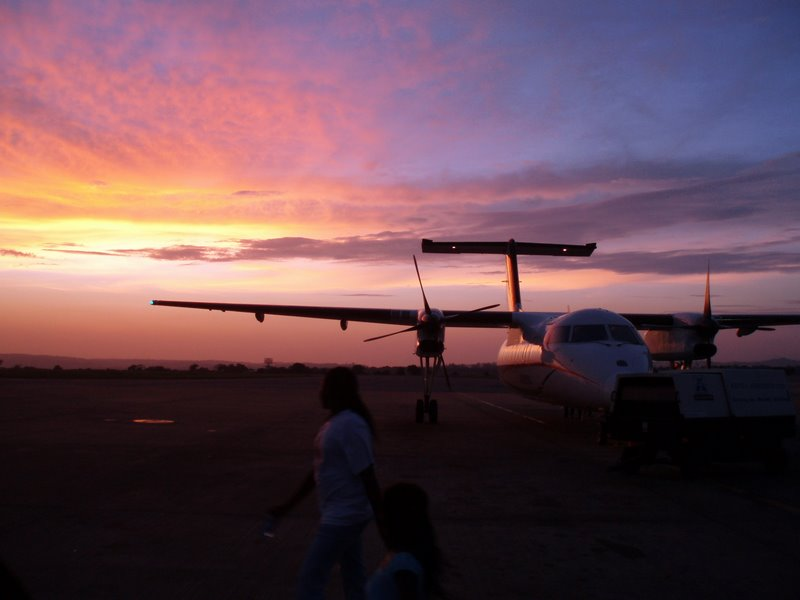
Закат солнца в аэропорту Мои, Момбаса

В 1970 году было установлено воздушное сообщение между Кенией и СССР (в мае 1970 года в аэропорту Найроби приземлился первый советский самолёт - пассажирский Ил-18).
По состоянию на 2013 год в Кении работали 197 аэропортов (28-е место в мире), из них 16 с твёрдым покрытием взлётно-посадочных полос и 181 с грунтовым. Аэропорты страны по длине взлётно-посадочных полос делятся (в скобках отдельно количество без твёрдого покрытия):
- длиннее 10 тыс. футов (>3047 м) — 5 (0);
- от 10 тыс. до 8 тыс. футов (3047-2438 м) — 2 (0);
- от 8 тыс. до 5 тыс. футов (2437—1524 м) — 2 (14);
- от 5 тыс. до 3 тыс. футов (1523—914 м) — 6 (107);
- короче 3 тыс. футов (<914 м) — 1 (60)[1].

В стране, по состоянию на 2015 год, зарегистрировано 16 авиапредприятий, которые оперируют 106 воздушными судами. За 2015 год общий пассажирооборот на внутренних и международных рейсах составил 4,87 млн человек. За 2015 год воздушным транспортом было перевезено 286,4 млн тонно-километров грузов (без учёта багажа пассажиров).
Кения является членом Международной организации гражданской авиации (ICAO). Согласно статье 20 Чикагской конвенции о международной гражданской авиации 1944 года, Международная организация гражданской авиации для воздушных судов Кении, по состоянию на 2016 год, закрепила регистрационный префикс — 5Y, основанный на радиопозывных, выделенных Международным союзом электросвязи (ITU) Аэропорты Кении имеют буквенный код ІСАО, который начинается с — HK.

## Водный транспорт

### Морской транспорт

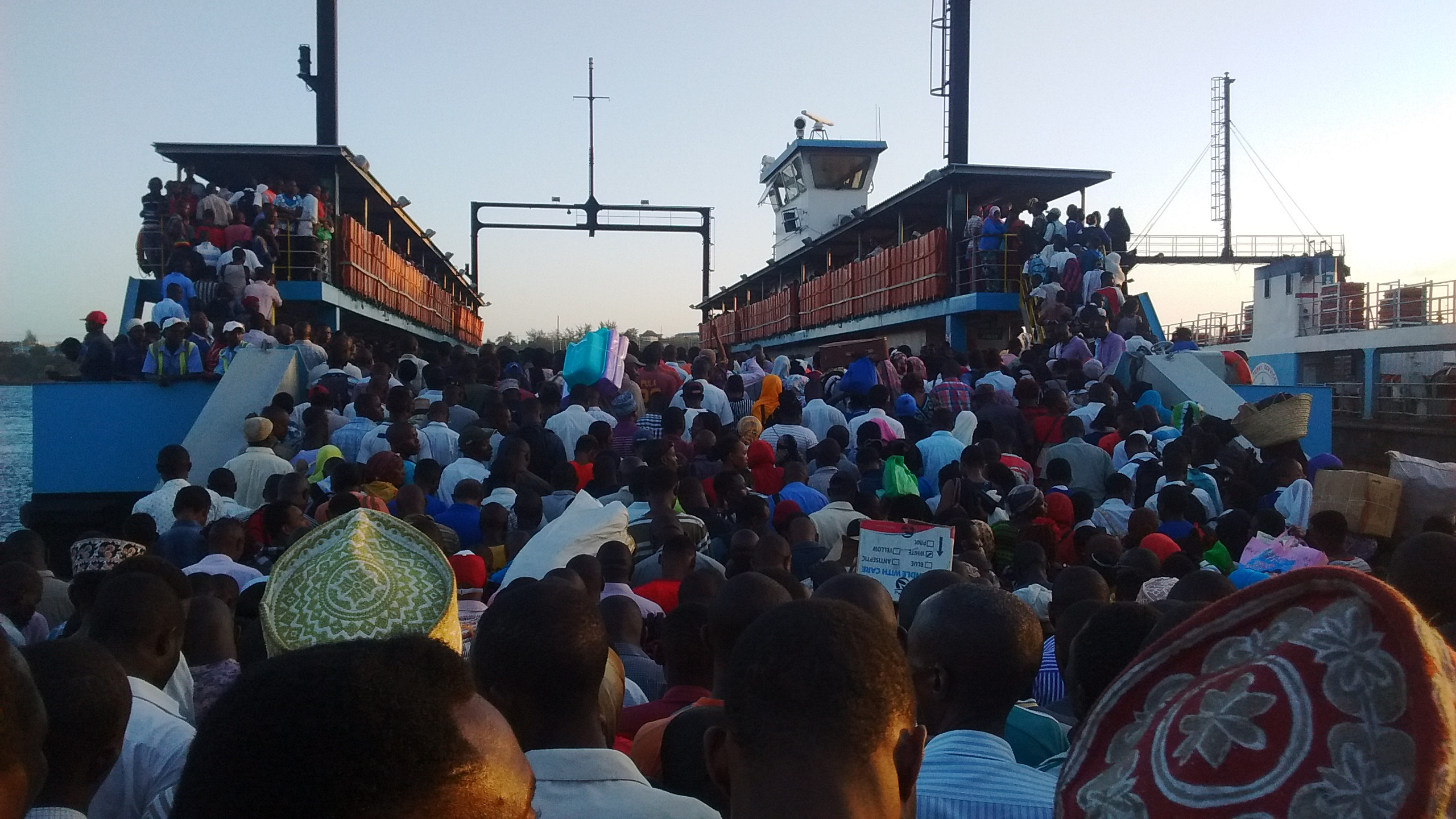
Момбаса

Главные морские порты страны: Кисуму, Момбаса. СПГ-терминалы для импорта сжиженного природного газа работает в порту Момбаса.
Морской торговый флот Кении, по состоянию на 2010 год, состоял из 5 морских судов с тоннажем свыше 1 тыс. регистровых тонн (GRT) каждое (125-е место в мире).
По состоянию на 2010 год, число морских торговых судов, зарегистрированных под флагами других стран — 5 (Коморских Островов — 2, Сент-Винсенту и Гренадин — 2, неустановленной принадлежности — 1).

### Речной транспорт
Общая длина судоходных участков рек и водных путей, доступных для судов с дедвейтом свыше 500 тонн, на 2011 год неизвестно. Главная водная транспортная артерия страны — озеро Виктория, соединяющая порт Кисуму с портами Уганды и Танзании.

## Трубопроводный транспорт
Общая длина нефтепроводов в Кении по состоянию на 2013 год составила 4 км; продуктопроводов — 928 км.

## Государственное управление
Государство осуществляет управление транспортной инфраструктурой страны через министерства транспорта, инфраструктуры, ЖКХ и городского развития. По состоянию на 28 июля 2016 года министерство в правительстве Уильяма Руто
возглавлял Джеймс Вайнайна Мачариа.